# Ujan
Ujan (en armenio: Ուջան, también romanizado como Udzhan y Udjan) es una comunidad rural en la provincia de Aragatsotn en Armenia.
En 2009 tiene 3475 habitantes.
Tiene una gran estatua del general Andranik Ozanian, un héroe nacional armenio.
Se ubica sobre la carretera M1, unos 10 km al oeste de la capital provincial Ashtarak.